# Mark Deklin
Mark Deklin (3 de diciembre de 1967, Pittsburgh, Pennsylvania) es un actor estadounidense y director de lucha. Protagonizó el drama Lone Star, la comedia GCB, el drama cómico Devious Maids, y en 2017 se unió al drama político Designated Survivor como el senador Jack Bowman. También puso la voz a Deimos en el videojuego God of War: Ghost of Sparta.

## Primeros tiempos
Deklin nació en Pittsburgh, Pennsylvania. Se graduó de la Escuela secundaria de Thomas Jefferson en 1986. Tiene una licenciatura en inglés e historia de la Universidad del Estado de Pensilvania, un máster en actuación de la Universidad de Washington en Seattle, y es un miembro acreditado de la Society of American Fight Directors. 

## Carrera
Actor de teatro de formación clásica, Deklin ha trabajado , Deklin ha trabajado extensamente tanto dentro como fuera de Broadway. En televisión, ha tenido papeles recurrentes como el Dr. Matthew Shaw en la serie Justice de 2006 a 2007, como Elliott Mayer en la comedia The Ex List en 2008, como Stan Edwards en el drama Hawaii 5-0 de 2011 a 2012, como Joe Nazario en el drama policial Shades of Blue en 2015, como el agente Cameron Davies en la serie Rizzoli & Isles en 2016, como Dr. William Landon en Major Crimes en 2017, y como Roy en la comedia de Netflix Grace y Frankie de 2018 a 2019.
También ha puesto su voz en varios videojuegos, incluyendo Call of Duty 3, Metal Gear Solid: Peace Walker, God of War: Ghost of Sparta, y Halo Wars 2, y ha coprotagonizado las películas Riverworld, Tarzán, The Wish List, Tides of War, The Wedding Chapel, Never Say Macbeth, Switched for Christmas, The Answer, y Mini's First Time.
Deklin protagonizó en horario de máxima audiencia el drama de la Fox, Lone Star, como Trammell Thatcher; la comedia satírica de la ABC GCB como Blake Reilly, y la comedia de Lifetime Devious Maids como Nicholas Deering. También ha tenido varios papeles como estrella invitada en series de televisión, incluyendo Sex and the City, Charmed, Frasier, CSI, Desperate Housewives, Nip/Tuck, Dos hombres y medio, Life On Mars, El mentalista, Warehouse 13, Hot in Cleveland, Big Love, Major Crimes, Castle, Mentes criminales y The Blacklist.

## Filmografía
| Año        | Título                                   | Función                            | Notas                                              |
| ---------- | ---------------------------------------- | ---------------------------------- | -------------------------------------------------- |
| 2000       | Ed                                       | Dr. Scott Benson                   | Episodio: "Toda la verdad"                         |
| 2002       | Sexo and the City                        | Oficial de barco Matt Cook         | Episodio: "Anclas Fuera"                           |
| 2004       | Charmed                                  | Bosk                               | Episodio: " Sueño de Phoebe"                       |
| 2004       | Frasier                                  | Clint                              | 2 episodios                                        |
| 2004       | One on one                               | Helmut                             | Episodio: "The Play's the Thing "                  |
| 2005       | Tides of War                             | Capitán Galasso                    | Película de televisión                             |
| 2005       | CSI: Miami                               | Russell Borde                      | Episodio: "Impuestos & de Sexo"                    |
| 2005       | Herbie: Plenamente Cargado               | ESPN Reportero                     |                                                    |
| 2005       | Hot Properties                           | Hunk                               | Episodio: "Cuando Chloe conoció a Marco"           |
| 2006       | Four Kings                               | Brandon                            | Episodio: "Piloto"                                 |
| 2006       | CSI: NY                                  | Rick Smith                         | Episodio: "Enganchado a ti"                        |
| 2006       | Mini's First Time                        | Ian Boyd                           |                                                    |
| 2006       | Las Vegas                                | Jeff McKee                         | Episodio: "Fidelidad, seguridad, entrega"          |
| 2006       | Call of Duty 3                           | Maj. Gerald Ingram                 | Videojuego                                         |
| 2006–2007  | Desperate Housewives                     | Bill Pearce                        | 2 episodios                                        |
| 2006–2007  | Justice                                  | Dr. Matthew Shaw                   | Papel recurrente, 7 episodios                      |
| 2007       | Never Say Macbeth                        | Scott                              |                                                    |
| 2007       | Shark                                    | Peter Rhodes                       | Episodio: "Burning Sensation"                      |
| 2009       | Big Love                                 | Jack                               | Episodio: "Prom Queen"                             |
| 2009       | Life on Mars                             | Ronald Harris                      | Episodio: "Café, té, o Annie"                      |
| 2008@–2009 | The Ex List                              | Elliott Mayer                      | Papel recurrente, 5 episodios                      |
| 2009       | Nip/Tuck                                 | Skip Pierce                        | Episodio: "Lola Wlodkowski"                        |
| 2009       | Better Off Ted                           | Mordor                             | 2 episodios                                        |
| 2010       | Dos hombres y medio                      | Marcus                             | Episodio: "Crude and Uncalled For"                 |
| 2010       | El Mentalista                            | James Kinsey                       | Episodio: "Redline"                                |
| 2010       | Riverworld                               | Sam Clemens                        | Película de televisión                             |
| 2010       | Romantically Challenged                  | Doug                               | Episodio: "No seas tú mismo"                       |
| 2010       | The Wish List                            | Dr. Erik Cavallieri                | Película de televisión                             |
| 2010       | Lone Star                                | Trammell Thatcher                  | Papel habitual en la serie, 6 episodios            |
| 2010       | God of War: Ghost of Sparta              | Deimos                             | Videojuego                                         |
| 2011       | Hot in Cleveland                         | Kirk Starks                        | 2 episodios                                        |
| 2011@–2012 | Hawái Cinco-0                            | Stan Edwards                       | Papel recurrente, 3 episodios                      |
| 2012       | GCB                                      | Blake Reilly                       | Papel habitual en la serie, 10 episodios           |
| 2013       | Castle                                   | Corey Francis / Noah Kesswood      | Episodio: "Significant Others"                     |
| 2013       | The Wedding Chapel                       | Roger Waters                       | Película de televisión                             |
| 2013       | CSI: Las Vegas                           | Ryan Miller                        | Episodio: "Torch Song"                             |
| 2013       | Tarzan                                   | John Greystoke (voz)               |                                                    |
| 2014       | Warehouse 13                             | Ted                                | Episodio: "Servicios secretos"                     |
| 2014       | Devious Maids                            | Nicholas Deering                   | 13 episodios                                       |
| 2014       | The Answer                               | Cole, Sr.                          |                                                    |
| 2015       | Mentes criminales                        | Patrick Jon Murphy                 | Episodio: "Juego de respiración"                   |
| 2015       | Shades of Blue                           | Joe Nazario                        | Papel recurrente, 2 episodios                      |
| 2016       | Rizzoli & Isles                          | FBI Agente Especial Cameron Davies | 2 episodios                                        |
| 2016       | Mafia III                                | Voces adicionales                  | Videojuego                                         |
| 2017       | Halo Wars 2                              | Jerome-092                         | Videojuego                                         |
| 2017       | Switched for Christmas                   | Greg                               | Película televisiva                                |
| 2017       | Designated Survivor                      | Senador Jack Bowman                | Papel recurrente, 5 episodios                      |
| 2017       | Major Crimes                             | Dr. William Landon                 | 4 episodios                                        |
| 2018@–2019 | Grace y Frankie                          | Roy                                | 4 episodios                                        |
| 2018       | Red Dead Redemption 2                    | O'Driscolls Gang                   | Videojuego                                         |
| 2018       | Christmas in Evergreen: Letters to Santa | Kevin                              | Película Hallmark                                  |
| 2019       | Love and Sunshine                        | Jake Terry                         | Película Hallmark                                  |
| 2019       | The Code                                 | Comandante Noah Hewitt             | 4 episodios                                        |
| 2019       | Blindspot                                | JB Kelly                           | Episodio: "En el que Jane visita a un viejo amigo" |
| 2019       | Tom Clancy Rainbow Six: Siege            | Alcaide                            | Operación Phantom Sight                            |